# جهان‌آباد (بوژگان)
جهان آباد روستایی در دهستان هریرود بخش بوژگان شهرستان تربت جام استان خراسان رضوی ایران است.

## جمعیت
بر پایه سرشماری عمومی نفوس و مسکن در سال ۱۴۰۰ جمعیت این روستا ۶۷۰ نفر (در ۲۴۰خانوار) بوده است.